# Tržní houby v České republice
Tržní houby v České republice definuje příloha č. 15 vyhlášky č. 397/2021 Sb., která stanovuje požadavky pro čerstvé ovoce a čerstvou zeleninu, zpracované ovoce a zpracovanou zeleninu, suché skořápkové plody, houby, brambory a výrobky z nich, jakož i další způsoby jejich označování.

## Historie

### Rakousko-Uhersko, 19. století

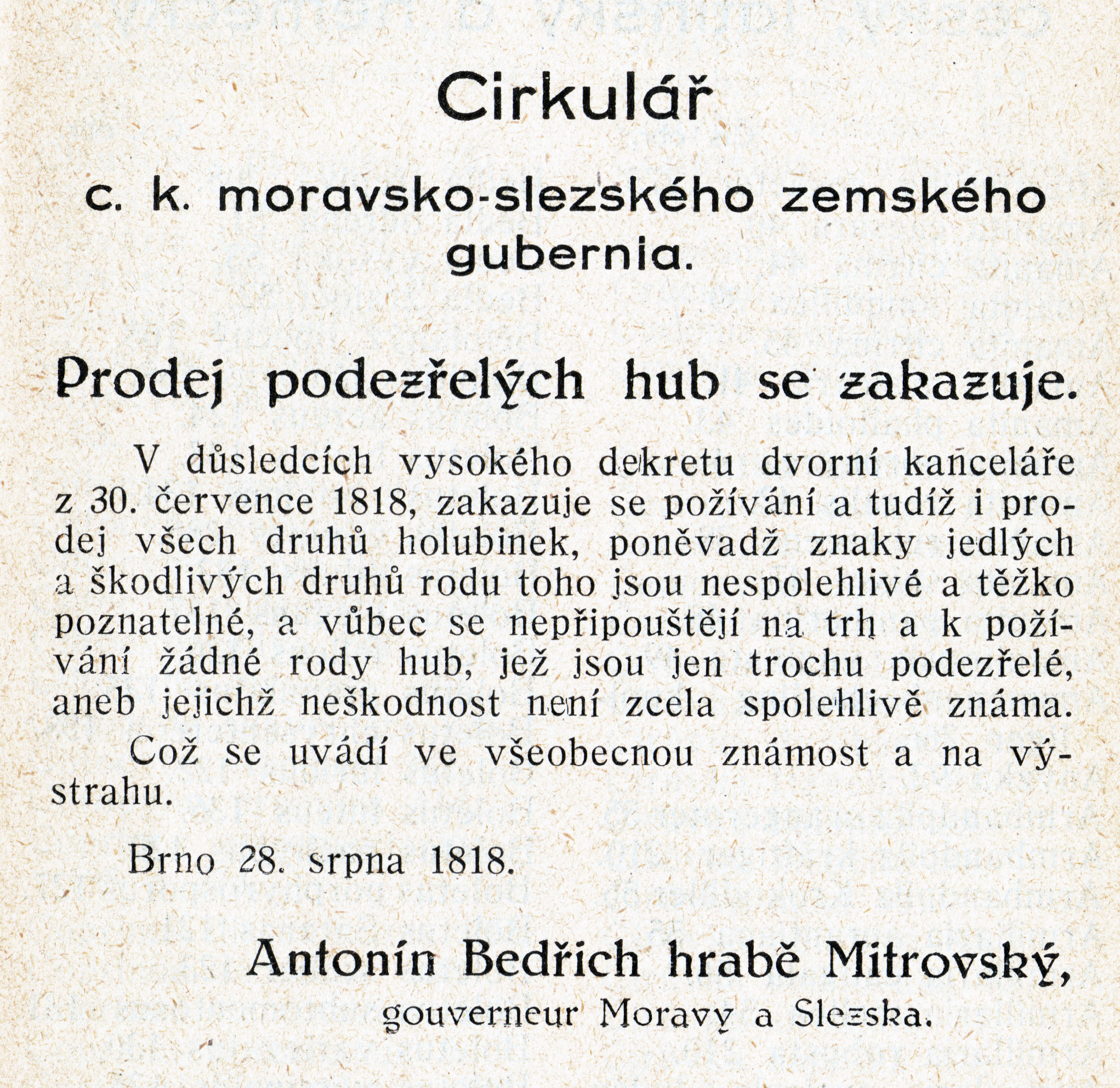
Cirkulář - zákaz prodeje podezřelých hub - Antonín Bedřich hrabě Mitrovský, 1818

V Českých zemích existovaly různé vyhlášky a nařízení upravující prodej hub již v 19. a počátkem 20. století. Obvykle měly jen krajovou nebo jiným způsobem omezenou platnost. Důvodem jejich existence většinou byla ochrana obyvatel před otravou. Významný byl dekret č. 13318 dvorního kancléře z 30. července 1818, který zakazoval prodej holubinek a hub, jejichž neškodnost není zcela bezpečně známa. Jeho platnost na území Moravy rozšířil zobrazený cirkulář hraběte Mitrovského. Tyto dokumenty ilustrují, že již na počátku 19. století nebyly známy pouze otravy po konzumaci neznámým druhem houby, ale především v důsledku záměny za jedlé druhy. 13. října 1819 byl dvorním kancléřem vydán dekret č. 19773, kterým byl zakázán prodej hub škodlivých, neznámých, rozkrájených a oloupaných (v důsledku čehož není možné tyto houby určit), dále hub shnilých, v oleji nebo soli naložených a nakonec i „špiček a holubinek“ (doslovně Nelkenschwämme und Täublinge).

### První polovina 20. století
Až do přelomu 19. a 20. století nedošlo k žádné změně, maximálně byla původním předpisům obnovována platnost. 25. dubna 1906 se Městská zdravotní komise pražská usnesla k vytvoření úředního seznamu hub, který by obsahoval druhy povolené k prodeji včetně jejich vyobrazení (aby mohl být vyvěšen na pražských tržnicích). Regulativ obsahující 45 druhů hub byl vydaný k 23. červnu 1909 (postupně byla jeho platnost rozšířena pro všechny obce spadající pod tzv. „Velkou Prahu“), čímž předstihl rakouský potravinářský kodex. Ten byl, pod původním názvem Codex austriacus alimentarius, sepsán v roce 1911. Část věnovaná houbám byla připravena dvorním radou prof. Voglem a obsahuje 50 druhů doporučených k prodeji (kodex neměl zákonnou platnost, byl pouze vodítkem).

#### Rakouský kodex
Rakouský kodex obsahoval oproti pražskému regulativu těchto 12 druhů (v tehdejším znění odborných názvů): muchomůrka císařka (Amanita caesarea), bedla vysoká (Lepiota procera), čirůvka zápašná (Tricholoma graveolens), čirůvka zemní (Tricholoma terreum), pečárka luční (Psalliota pratensis), ryzec peprný (Lactarius piperatus), pstřeň dubový (Fistulina hepatica), žemlovka /=krásnoporka žemlička/ (Polyporus confluens), dubovník /=trsnatec lupenitý/ (Polyporus frondosus), hřib bronzový¹) (Boletus aereus), hřib kravský (Boletus bovinus) a kuřátka sličná (Clavaria formosa).
¹) Označení hřib bronzový (Boletus aereus) bylo začátkem 20. století používáno pro hřib přívěskatý (Butyriboletus appendiculatus), nikoli pro houbu aktuálně známou pod názvem hřib bronzový (Boletus aereus). Více v článku Boletus aereus.

#### Pražský regulativ
Zahrnoval tyto druhy hub: čechratka černohuňatá, čechratka ohrnutá, čirůvka bílá (mechovka), čirůvka červenožlutá, čirůvka havelka (cikánka), hlíva buková, hřib obecný, hřib kaštanový, hřib královský (vlašský), hřib hnědý, hřib špičník (kozák), hřib žlutomasý (babky), kozí pysk, křemenáč osikový, choroš ovčí (mlynářka), choroš srostlý žemličkový, všechny druhy chřapáčů, zvláště: chřapáč jedlý-obecný, chřapáč obrovský, chřapáč svraštělý, klouzek obecný, klouzek bledožlutý, klouzek kravský, klouzek ovčí, klouzek pestrý (strakoš), klouzek žlutý-sličný, kotrč kadeřavý, kuřátka jarmusová, kuřátka žlutá, kyjanka Herkulova, lanýž černý, lanýž bílý (hlíva), liška obecná, lošák bílý, lošák jelení, májovka luční, opěnka, oříš, pečárka polní (žampion), pečárka ovčí, pečárka lesní, penízovka vřetenovitá, ryzec pravý, všechny druhy smržů, zvláště: smrž obecný, smrž jedlý, smrž český či kačenky, smrž špičatý, stroček rohový (kominíček), stroček kyjový (myší ouško), syrovinka, šedivka (kočárky), špička polní, špička česneková, ucháč obrovský, václavka, závojenka štítovitá (podtrnka) a zelenka.
Pražský regulativ obsahoval oproti rakouskému kodexu navíc hřib žlutomasý (Boletus chrysenteron), hřib kaštanový (Boletus castaneus), chřapáč obrovský /=ucháč obrovský/ (Helvella gigas) a chřapáč svraštělý /=chřapáč kadeřavý/ (Helvella crispa). Zdravotní rada MUDr J. Reichert v roce 1924 doporučil do pražského regulativu zahrnout některé druhy obsažené v rakouském kodexu: bedla vysoká (Lepiota procera), čirůvka zápašná (Tricholoma graveolens), dubovník /trsnatec lupenitý/ (Polyporus frondosus), hřib bronzový /=hřib přívěskatý/ (Boletus aereus) a kuřátka sličná (Clavaria formosa), dále několik druhů dosud v kodexech neuváděných: růžovka (Amanita rubescens), mlženka (Clitocybe nebularis), sluka (Rozites caperata), čechratka podvinutá (Paxillus involutus), čirůvka holá /= čirůvka fialová/ (Lepista nuda), pýchavka obrovská (Lycoperdon giganteum), pýchavka dlabaná (Lycoperdon caelatum), holubinka nazelenalá (Russula virescens), holubinka namodralá (Russula cyanoxantha), holubinka podrusá (Russula alutacea). Nakonec doporučil vypustit hřib žlutomasý (Boletus chrysenteron), protože se rychle kazí a může vyvolat trávicí potíže a dále chřapáč svraštělý /=kadeřavý/ (Helvella crispa) a ostatní chřapáče s výjimkou chřapáče /ucháče/ obrovského (Helvella gigas) a chřapáče obecného /=ucháč obecný/²) (Helvella esculenta). Nakonec Reichert doporučil zrušit zastaralý zákaz prodeje holubinek.
²) Ještě téhož roku (1924) upozornil český mykolog Albert Pilát na hromadnou otravu osmi osob ucháčem obecným, k níž došlo v Německu (Alt Ruppin). Pilát doporučil houbu nekonzumovat a její prodej na trzích zakázat.

#### Codex alimentarius
Československý potravinový kodex neboli Codex alimentarius vzniklý v roce 1937 zahrnoval 58 druhů hub, které bylo možné prodávat na trzích na území Čech a Moravy. Obsahoval většinu jedlých hojných druhů s výjimkou holubinek. Zdůvodnění spočívalo v možnosti záměny holubinek za jiné jedovaté druhy.

#### Vyhláška svazu zahradnicko-ovocnického
Roku 1942 zařadil zahradnicko-ovocnický svaz prostřednictvím vyhlášky houby uvedené v potravinovém kodexu do 4 cenových skupin podle jakosti. I. skupina obsahovala 16 druhů plus podskupinu I.A, která specifikovala 3 druhy (částečně prolínající s I. skupinou) vhodné k nakládání. II. skupina uváděla dalších 16 druhů, III. skupina 10 druhů a IV. skupina 15 druhů.

### Druhá polovina 20. století

#### Vyhláška ministerstva zdravotnictví
28. září 1950 vstoupila v platnost Vyhláška ministerstva zdravotnictví o zdravotních opatřeních při oběhu jedlých hub a výrobků z hub, která byla uveřejněná v „Úředním listu republiky Československé“ ze dne 10. října 1950, díl I., částka 146, vyhláška č. 586. Mykolog Albert Pilát ji považoval za nejúspěšnější a potřebě nejlépe vyhovující normu svého druhu nejen v Československu, ale i na celém světě. Její zásady podrobně rozebral český lékař a mykolog Josef Herink ve sborníku Česká mykologie v roce 1951. Vyhláška zahrnovala přílohu obsahující 64 druhů hub, které bylo povoleno uvádět do oběhu. Mimo druhy v příloze zmiňovala vyhláška ještě 10 druhů holubinek, které bylo možné používat k výrobě houbových výtažků a z nich ještě dva druhy povolovala nakládat do nálevů. Další dva druhy (holubinka a ryzec) vyhláška povolovala k výrobě kysaných (mléčně kvašených) hub.

#### Norma ČSN 48 0620 a ČSN 46 3195
Seznam tržních hub vytvořený širším okruhem mykologů a znalců vznikl v roce 1953. Zapsán byl v tzv. kodexové knize – z toho důvodu byl pro tržní houby dlouho vžitý termín kodexové druhy. Na tomto seznamu, který byl zakotven normou ČSN 48 0620, se podíleli mimo jiné Albert Pilát, František Smotlacha, Josef Herink, Květomír Kunc, Karel Kříž, Miroslav Smotlacha a další.
V roce 1964 byla přijata norma ČSN 46 3195, která tento seznam přejala – zaměřena byla na čerstvé jedlé houby, přičemž parametry sušených hub ustanovila norma ČSN 56 9431.
V 80. letech 20. století již bylo zřejmé, že výčet tržních hub nemůže odrážet pouze jejich jedlost a případnou zaměnitelnost, ale musí být v souladu také se snahami o ochranu hub. V té době se již pracovalo na zákonu o ochraně přírody (vydaném r. 1992) a Červené knize ohrožených druhů zaměřené právě na houby. Z toho důvodu podala Československá mykologická společnost a ochránci přírody návrh na vypuštění vzácných a chráněných druhů.
Navrhováno bylo vypustit následující zástupce: bělolanýž obecný (Choiromyces venosus), kačenka česká (Ptychoverpa bohemica), kuřátka jarmuzová (Ramaria botrytis), kuřátka zlatá (Ramaria aurea), stročkovec kyjovitý (Gomphus clavatus), pstřeň dubový (Fistulina hepatica), trsnatec dubový (Grifola frondosa), choroš oříš (Grifola umbellata), hřib kaštanový (Boletus castaneus), hřib královský (Boletus regius), hřib borový (Boletus pinophillus), hřib bronzový (Boletus aereus), hřib přívěskatý (Boletus appendiculatus), hřib siný (Gyroporus cyanescens), kozák dubový (Leccinum tesselatum), mechovka obecná (Clitopilus prunulus), muchomůrka císařská (Amanita caesarea), náramkovec císařský (Catathelasma imperiale), šťavnatka březnovka (Hygrophorus marzuolus), ryzec krvomléčný (Lactarius sanguifluus), ryzec syrovinka (Lactarius volemus), vatovec obrovský (Langermannia gigantea) a lošák jelení (Hydnum imbricatum).

#### Norma ČSN 46 3195 z roku 1997
V roce 1997 došlo k aktualizaci normy ČSN 46 3195. Vypuštěny byly druhy, na které se vztahovala zákonná ochrana, nebo již byly považovány za vzácné (viz výše). Do seznamu se vrátila kuřátka žlutá (Ramaria flava), pro lišák zprohýbaný (Hydnum repandum), stroček trubkovitý (Craterellus cornucopioides) a klouzky (Suillus) bylo upuštěno od omezení a přibyly i nové druhy: liška bledá (Cantharellus pallens), choroš šupinatý (Polyporus squamosus), hřib sametový (Xerocomellus pruinatus), klouzek slizký (Suillus viscidus), hlíva plicní (Pleurotus pulmonarius), líha klubčitá (Lyophyllum fumosum), líha srostlá (Lyophyllum connatum), ryzce smrkový (Lactarius deterrimus), slizák mazlavý (Gomphidus glutinosus)a strmělka mlženka (Clitocybe nebularis).

### První polovina 21. století

#### Vyhláška č. 157/2003 Sb.
Seznam tržních druhů podle přílohy č. 13 vyhlášky č. 157/2003 Sb. přinesl jen dílčí změny. Některé druhy, které byly z důvodu vzácného výskytu v roce 1997 vypuštěny, připouští k prodeji za podmínky, že byly vypěstovány (trsnatec dubový) nebo pocházejí z dovozu (hřib borový). Vypuštěna byla líha srostlá (Lyophyllum connatum), již považovaná za jedovatou a relativně vzácná čirůvka zelánka (Tricholoma equestre). Po téměř čtyřicetileté odmlce se vrátila opeňka měnlivá (Kuehneromyces mutabilis) a penízovka sametonohá (Flammulina velutipes), ovšem již jen jako pěstované druhy.

#### Vyhláška č. 397/2021 Sb.
Tato verze vyhlášky s účinností od 1.1.2022 mírně upravila požadavky na jakost prodávaných čerstvých i sušených hub. Ke sběru se povolil celý rod smržů bez ohledu na druh, lišák ryšavý, liška nálevkovitá, kozák topolový, václavka smrková i václavka hlíznatá; upraven byl výčet holubinek určených výhradně k dalšímu zpracování. Naopak krásnopórky byly uvolněny i pro tržní prodej.
Ze seznamu volně rostoucích byla vyňata byla kvůli obtížné určitelnosti kuřátka žlutá, toxikologicky sporná bedla červenající, ochranu zasluhující hřib borový (již vyhláška z roku 2003 však umožňovala pouze prodej plodnic z dovozu), všechny líhy, všechny pečárky (žampiony) a kvůli možné záměně se smrtelně jedovatou čepičatkou jehličnanovou opět i opeňka měnlivá.
Samozřejmostí byla i aktualizace názvů dle aktuálních mykologických poznatků.
Největší změnou však bylo úplné odstranění seznamu druhů hub povolených k pěstování. Tato vyhláška už tedy tuto oblast nereguluje.

## Seznam druhů

### 1) Houby volně rostoucí
| Č.  | Obrázek              | Druh                 | Odborný název              | Poznámka                  |
| --- | -------------------- | -------------------- | -------------------------- | ------------------------- |
| 1.  | Bedla vysoká         | Bedla vysoká         | Macrolepiota procera       | jen mladé plodnice        |
| 2.  | Čirůvka dvoubarvá    | Čirůvka dvoubarvá    | Lepista personata          |                           |
| 3.  | Čirůvka fialová      | Čirůvka fialová      | Lepista nuda               |                           |
| 4.  | Čirůvka havelka      | Čirůvka havelka      | Tricholoma portentosum     |                           |
| 5.  | Čirůvka májovka      | Čirůvka májovka      | Calocybe gambosa           |                           |
| 6.  | Destice chřapáčová   | Destice chřapáčová   | Gyromitra perlata          |                           |
| 7.  | Hlíva plicní         | Hlíva plicní         | Pleurotus pulmonarius      |                           |
| 8.  | Hlíva ústřičná       | Hlíva ústřičná       | Pleurotus ostreatus        |                           |
| 9.  | Hřib dubový          | Hřib dubový          | Boletus reticulatus        |                           |
| 10. | Hřib dutonohý        | Hřib dutonohý        | Boletinus cavipes          |                           |
| 11. | Hřib hnědý           | Hřib hnědý           | Imleria badia              |                           |
| 12. | Hřib koloděj         | Hřib koloděj         | Suillellus luridus         |                           |
| 13. | Hřib kovář           | Hřib kovář           | Neoboletus luridiformis    |                           |
| 14. | Hřib plstnatý        | Hřib plstnatý        | Xerocomus subtomentosus    |                           |
| 15. | Hřib sametový        | Hřib sametový        | Xerocomellus pruinatus     |                           |
| 16. | Hřib smrkový         | Hřib smrkový         | Boletus edulis             |                           |
| 17. | Klouzek bílý         | Klouzek bílý         | Suillus placidus           | jen mladé plodnice        |
| 18. | Klouzek kravský      | Klouzek kravský      | Suillus bovinus            | jen mladé plodnice        |
| 19. | Klouzek obecný       | Klouzek obecný       | Suillus luteus             |                           |
| 20. | Klouzek sličný       | Klouzek sličný       | Suillus grevillei          |                           |
| 21. | Klouzek slizký       | Klouzek slizký       | Suillus viscidus           | jen mladé plodnice        |
| 22. | Klouzek strakoš      | Klouzek strakoš      | Suillus variegatus         |                           |
| 23. | Klouzek zrnitý       | Klouzek zrnitý       | Suillus granulatus         |                           |
| 24. | Kotrč kadeřavý       | Kotrč kadeřavý       | Sparassis crispa           |                           |
| 25. | Kozák březový        | Kozák březový        | Leccinum scabrum           | jen mladé plodnice        |
| 26. | Kozák habrový        | Kozák habrový        | Leccinum pseudoscabrum     | jen mladé plodnice        |
| 27. | Kozák topolový       | Kozák topolový       | Leccinum duriusculum       |                           |
| 28. | Krásnoporka mlynářka | Krásnoporka mlynářka | Albatrellus ovinus         | jen mladé plodnice        |
| 29. | Krásnoporka žemlička | Krásnoporka žemlička | Albatrellus confluens      | jen mladé plodnice        |
| 30. | Křemenáč březový     | Křemenáč březový     | Leccinum versipelle        |                           |
| 31. | Křemenáč osikový     | Křemenáč osikový     | Leccinum rufum             |                           |
| 32. | Lišák ryšavý         | Lišák ryšavý         | Hydnum rufescens           |                           |
| 33. | Lišák zprohýbaný     | Lišák zprohýbaný     | Hydnum repandum            |                           |
| 34. | Liška bledá          | Liška bledá          | Cantharellus subpruinosus  |                           |
| 35. |                      | Liška nálevkovitá    | Craterellus tubaeformis    |                           |
| 36. | Liška obecná         | Liška obecná         | Cantharellus cibarius      |                           |
| 37. | Ryzec pravý          | Ryzec pravý          | Lactarius deliciosus       | syn. ryzec borový         |
| 38. | Ryzec smrkový        | Ryzec smrkový        | Lactarius deterrimus       |                           |
| 39. | Slizák mazlavý       | Slizák mazlavý       | Gomphidius glutinosus      |                           |
| 40. | Sluka svraskalá      | Sluka svraskalá      | Cortinarius caperatus      |                           |
| 41. | Smrž obecný          | Smrž                 | Morchella                  | všechny druhy             |
| 42. | Strmělka mlženka     | Strmělka mlženka     | Clitocybe nebularis        | jen mladé plodnice        |
| 43. | Stroček trubkovitý   | Stroček trubkovitý   | Craterellus cornucopioides |                           |
| 44. | Špička obecná        | Špička obecná        | Marasmius oreades          |                           |
| 45. |                      | Václavka hlíznatá    | Armillaria gallica         | pouze kloboučky bez třeňů |
| 46. | Václavka obecná      | Václavka obecná      | Armillaria mellea          | pouze kloboučky bez třeňů |
| 47. |                      | Václavka smrková     | Armillaria solidipes       | pouze kloboučky bez třeňů |

### 2) Houby určené pouze pro další průmyslové zpracování pro potravinářské účely
| Č. | Obrázek              | Druh                 | Odborný název        | Poznámka            |
| -- | -------------------- | -------------------- | -------------------- | ------------------- |
| 1. | Holubinka bukovka    | Holubinka bukovka    | Russula heterophylla |                     |
| 2. | Holubinka černající  | Holubinka černající  | Russula nigricans    |                     |
| 3. |                      | Holubinka doupňáková | Russula palumbina    | syn. Russula grisea |
| 4. | Holubinka kolčaví    | Holubinka kolčaví    | Russula mustelina    |                     |
| 5. | Holubinka mandlová   | Holubinka mandlová   | Russula vesca        |                     |
| 6. | Holubinka namodralá  | Holubinka namodralá  | Russula cyanoxantha  |                     |
| 7. | Holubinka nazelenalá | Holubinka nazelenalá | Russula virescens    |                     |
| 8. | Holubinka olivová    | Holubinka olivová    | Russula olivacea     |                     |
| 9. | horoš šupinatý       | Choroš šupinatý      | Cerioporus squamosus | jen mladé plodnice  |